# Carl David Lindh
Carl David Lindh, född 1 november 1790 i Stockholm, död 4 oktober 1864 i Sankt Nikolai församling i Stockholm, var en svensk tobaksfabrikör.

## Biografi
Lindh erhöll 1811 burskap såsom "manufacturist" i Stockholm och fick 1840 privilegium att driva fabrik "för alla sorters cigarrer" i Stockholm. Genom kunglig fullmakt blev Lind år 1835 förordnad som fänrik vid Stockholms Borgerskaps infanteri (Norra bataljonen). Lindh ägde huset Trångsund nr 2 i Gamla stan, där han också bodde med sin familj.
Lindh var, tillsammans med Carl Norstedt, grundare av Stockholms simsällskap. På Riddarholmens norra strand anordnade Lindh år 1827 en badinrättning. (Den Lindhska badinrättningen kom senare att benämnas den Gjörckeska badinrättningen.) Tillsammans med grosshandlare O. Åbom anordnade Carl David Lindh simskolor år 1827-1828. Dessa var de första egentliga simskolorna i Stockholm.
Så sent som 1840 omtalas den "Lindhska Simskolan å Riddarholmen" i en notis i Post- och Inrikes tidningar som beskriver hur "H.K.H. Kronprinsen jemte de trenne äldste Arffurstarne" bevistade den 14:e årspromotionen vid nämnda simskola.

## Familj
Carl David Lindh var gift med Christina Charlotta Lindblad (1800–1860). Han begravdes den 12 oktober 1864 och gravsattes på Norra begravningsplatsen i Stockholm.